# Ejnar Levison
Ejnar Herman Levison (Dánia, Koppenhága, 1880. május 15. – Monaco 1970. augusztus 3.) dán vívó, olimpikon.
Négy olimpián vett részt. Az 1908-ason, az 1912-esen, az 1920-ason és az 1924-esen. Mindegyik fegyvernemben indult. Olimpiai érmet sose tudott nyerni.